# Sportpark Het Schenge
Sportpark Het Schenge is een sportaccommodatie in de stad Goes in de Nederlandse provincie Zeeland. Het park is in 1933 opgeleverd. Het is de thuishaven van derde divisionist VV GOES (rood-wit) en tweedeklasser SSV '65 (blauw-blauw). Zij spelen op hetzelfde sportpark, maar hebben ieder hun eigen voetbalvelden ter beschikking. De naam van de accommodatie verwijst naar de Schenge, een voormalig vaarwater tussen Wolphaartsdijk en de rest van Zuid-Beveland.